# Bucamps
Bucamps é uma comuna francesa na região administrativa de Altos da França, no departamento de Oise. Estende-se por uma área de 5,82 km². Em 2010 a comuna tinha 195 habitantes (densidade: 33,5 hab./km²).